# Vergeroux
Vergeroux település Franciaországban, Charente-Maritime megyében. Lakosainak száma 1285 fő (2022. január 1.). Vergeroux Breuil-Magné, Rochefort, Saint-Laurent-de-la-Prée és Saint-Nazaire-sur-Charente községekkel határos.

## Népesség
A település népessége az elmúlt években az alábbi módon változott:
| Lakosok száma | 336  | 529  | 551  | 942  | 1073 | 1182 | 1208 | 1258 | 1282 | 1285 |
|               | 1968 | 1982 | 1990 | 2006 | 2013 | 2015 | 2017 | 2019 | 2020 | 2022 |